# Чемпіонат Європи із шахів 2016
17-й чемпіонат Європи з шахів проходив у місті Джяковіца (Косово) з 11 по 23 травня 2016 року. Турнір проходив за швейцарською системою в 11 турів за участі 245 шахістів. Переможцем став російський шахіст Ернесто Інаркієв.
За підсумками турніру 23 найкращих шахісти завоювали путівки на наступний кубок світу.

## Регламент турніру

### Розклад змагань
- Відкриття турніру: 11 травня
- Ігрові дні: 12-17, 19-23 травня
- Вихідні дні: 18 травня
- Закриття турніру: 23 травня

Початок партій 1-10 тури о 16-30, останній тур о 12-00 (час Київський).

### Контроль часу
- 90 хвилин на 40 ходів, 30 хвилин до закінчення партії та додатково 30 секунд на хід починаючи з першого.

### Критерії розподілу місць між гравцями, які набрали однакову кількість очок
1. Результати особистих зустрічей (застосовується лише якщо всі гравці з однаковою кількістю очок грали між собою);
2. Усічений коефіцієнт Бухгольца 1;
3. Коефіцієнт Бухгольца;
4. Кількість партій чорними;
5. Кількість перемог.

### Призовий фонд
Загальний призовий фонд турніру становить — 120 000 Євро, з них 110 000 Євро — призові згідно з підсумковим розподілом місць (1 місце — 20 000, 2 місце — 15 000, 3 місце — 10 000, 4 місце — 8 000 …. 22 місце — 1 000 Євро), 5 500 Євро — призові за найкращі показники «Перфоманс мінус рейтинг», 4 500 Євро — призові за найкращий виступ серед шахістів, які народилися раніше 31 грудня 1966 року.

## Учасники— фаворити турніру
| 1. Давид Навара ( Чехія, 2735) — 22 2. Радослав Войташек ( Польща, 2722) — 31 3. Микита Вітюгов ( Росія, 2721) — 33 4. Руслан Пономарьов ( Україна, 2715) — 35 5. Франсіско Вальєхо Понс ( Іспанія, 2700) — 42 6. Маркус Раггер ( Німеччина, 2696) — 43 7. Максим Матлаков ( Росія, 2693) — 45 8. Лоран Фрессіне ( Франція, 2692) — 46 9. Юрій Криворучко ( Україна, 2691) — 48 10. Йон-Людвіг Хаммер ( Норвегія, 2689) — 51 11. Габріел Саркісян ( Вірменія, 2689) — 49 12. Ернесто Інаркієв ( Росія, 2686) — 53 13. Іван Чепарінов ( Болгарія, 2685) — 54 14. Володимир Фєдосєєв ( Росія, 2685) — 55 15. Євген Наєр ( Росія, 2681) — 62 16. Кацпер Пьорун ( Польща, 2681) — 60 17. Антон Коробов ( Україна, 2671) — 66 18. Девід Говелл ( Англія, 2687) — 69 19. Лівіу-Дітер Нісіпяну ( Румунія, 2669) — 73 20. Віктор Лазнічка ( Чехія, 2669) — 77 | 1. Олександр Арещенко ( Україна, 2667) — 79 2. Ян-Кшиштоф Дуда ( Польща, 2666) — 80 3. Олександр Моїсеєнко ( Україна, 2663) — 83 4. Олексій Дрєєв ( Росія, 2662) — 87 5. Євген Постний ( Ізраїль, 2662) — 86 6. Баадур Джобава ( Грузія, 2661) — 88 7. Гавейн Джонс ( Англія, 2657) — 96 8. Даріуш Свєрч ( Польща, 2656) — 97 9. Матеуш Бартель ( Польща, 2653) 10. Іван Шаріч ( Хорватія, 2650) 11. Нільс Гранделіус ( Швеція, 2649) 12. Олександр Іпатов ( Туреччина, 2648) 13. Сергій Жигалко ( Білорусь, 2647) 14. Михайло Кобалія ( Росія, 2646) 15. Грант Мелкумян ( Вірменія, 2646) 16. Даніїл Дубов ( Росія, 2644) 17. Ігор Коваленко ( Латвія, 2644) 18. Андрій Волокітін ( Україна, 2642) 19. Мартин Кравців ( Україна, 2641) 20. Євген Романов ( Росія, 2641) |

жирним  — місце в рейтингу станом на травень 2016 року

## Турнірна таблиця
Турнірне становище шахістів після 1-го туру
Турнірне становище шахістів після 2-го туру
Турнірне становище шахістів після 3-го туру
Турнірне становище шахістів після 4-го туру
- 1-3 місця — Радослав Войташек, Ернесто Інаркієв, Баадур Джобава  — по 4 очки;
- 4-11 місця — по 3½ очки (зокрема: Давид Навара, Микита Вітюгов, Максим Матлаков);
- 12-52 місця — по 3 очки (зокрема: Руслан Пономарьов, Антон Коробов, Мартин Кравців, Володимир Онищук, Олександр Зубов);
- 53-105 місця — по 2½ очки (зокрема: Юрій Криворучко, Олександр Арещенко, Олександр Моїсеєнко, Андрій Волокітін, Віталій Сивук, Михайло Олексієнко);

Турнірне становище шахістів після 5-го туру
- 1-5 місця — по 4½ очка — Радослав Войташек, Ернесто Інаркієв, Баадур Джобава, Іван Шаріч, Давид Навара;
- 6-14 місця — по 4 очки (зокрема: Микита Вітюгов, Максим Матлаков, Лоран Фрессіне);
- 15-57 місця — по 3½ очка (зокрема: Руслан Пономарьов, Антон Коробов, Мартин Кравців, Володимир Онищук, Олександр Зубов);
- 58-117 місця — по 3 очки (зокрема: Юрій Криворучко, Олександр Арещенко, Олександр Моїсеєнко, Андрій Волокітін, Михайло Олексієнко, Олександр Бортник, Валерій Невєров, Ельдар Гасанов);

Турнірне становище шахістів після 6-го туру
- 1-ше місце — по 5½ очок — Іван Шаріч;
- 2-6-те місця — по 5 очок — Радослав Войташек, Ернесто Інаркієв, Баадур Джобава, Давид Навара, Ігор Коваленко;
- 7-21-ше місця — по 4½ очка (зокрема: Руслан Пономарьов, Олександр Зубов);
- 22-65 місця — по 4 очка (зокрема: Антон Коробов, Мартин Кравців, Володимир Онищук, Михайло Олексієнко, Олександр Бортник, Валерій Невєров);

Турнірне становище шахістів після 7-го туру
- 1-2-ге місця — по 6 очок — Ернесто Інаркієв, Давид Навара;
- 3-8-ме місця — по 5½ очок — (зокрема: Радослав Войташек, Матеуш Бартель, Ігор Коваленко;
- 9-27-ме місця — по 5 очок (зокрема: Олександр Зубов, Олександр Бортник, Микита Вітюгов);
- 28-68 місця — по 4½ очка (зокрема: Руслан Пономарьов, Юрій Криворучко, Антон Коробов, Мартин Кравців, Михайло Олексієнко);

Турнірне становище шахістів після 8-го туру
- 1-ше місце — 7 очок — Ернесто Інаркієв;
- 2-4-те місця — по 6½ очок — Радослав Войташек, Ігор Коваленко, Олексій Гоганов;
- 5-11-те місця — по 6 очок — (зокрема: Давид Навара, Франсіско Вальєхо Понс, Лоран Фрессіне;
- 12-33-тє місця — по 5½ очок (зокрема: Олександр Зубов, Олександр Бортник);
- 34-71 місця — по 5 очок (зокрема: Руслан Пономарьов, Юрій Криворучко, Мартин Кравців);

Турнірне становище шахістів після 9-го туру
- 1-ше місце — 8 очок — Ернесто Інаркієв;
- 2-3-тє місця — по 7 очок — Радослав Войташек, Олексій Гоганов;
- 4-13-те місця — по 6½ очок — (зокрема: Давид Навара, Франсіско Вальєхо Понс, Лоран Фрессіне, Кацпер Пьорун;
- 14-39-тє місця — по 6 очок (зокрема: Руслан Пономарьов, Олександр Зубов, Олександр Бортник);
- 40-73-тє місця — по 5½ очок (зокрема: Юрій Криворучко, Мартин Кравців, Володимир Оніщук);

Турнірне становище шахістів після 10-го туру
- 1-ше місце — 8½ очок — Ернесто Інаркієв;
- 2-4-те місця — по 7½ очок — Радослав Войташек, Ігор Коваленко, Олексій Гоганов;
- 5-20-те місця — по 7 очок — (зокрема: Олександр Бортник, Давид Навара, Франсіско Вальєхо Понс, Лівіу-Дітер Нісіпяну, Кацпер Пьорун;
- 21-42-ге місця — по 6½ очок (зокрема: Руслан Пономарьов, Юрій Криворучко, Олександр Зубов, Володимир Оніщук);

Турнірне становище шахістів після 11-го туру
- 1-ше місце — 9 очок — Ернесто Інаркієв;
- 2-ге місце — 8½ очок — Ігор Коваленко;
- 3-5-те місця — по 8 очок — Давид Навара, Франсіско Вальєхо Понс, Баадур Джобава;
- 6-26-те місця — по 7½ очок — (зокрема: Олександр Бортник, Радослав Войташе, Микита Вітюгов, Лоран Фрессіне);
- 27-43-тє місця — по 7 очок (зокрема: Юрій Криворучко, Мартин Кравців, Олександр Зубов);